# Félix Joseph Hubert de Wavrans
Félix Joseph Hubert de Wavrans, né à Tournai le 9 août 1715 et décédé à Bruxelles le 27 octobre 1784, est un prélat, évêque d'Ypres de 1762 à 1784.

## Biographie
Félix Joseph Hubert de Wavrans est le fils de Jacques François Yves de Wavrans, seigneur de Lyswalle, conseiller au siège royal du bailliage de Tournai-Tournaisis, et de Marie Joseph Hudsebaut. Il est le frère jumeau de Louis-François-Ghislain de Wavrans, président en la Chambre des comptes, et d'Henri-Jacques de Wavrans, membre du Conseil privé et du Conseil d'État.
Il suit ses études à l'université de Louvain et rentre dans les ordres. Nommé chanoine, il devient archidiacre du diocèse de Tournai.
En 1762, il devient évêque d'Ypres.